# Бакиров, Филарит Абдулгазимович
Филарит Абдулгазимович Бакиров (1 января 1950, Верхнекарышево, Башкирская АССР — 7 мая 2013, Стерлитамак, Башкортостан) — театральный актёр, народный артист Республики Башкортостан (1995). Член Союза театральных деятелей (1976).

## Биография
Бакиров Филарит Абдулгазимович родился 1 января 1950 года в селе Верхнекарышево Балтачевского района Башкирской АССР.
В 1970 году окончил Уфимское училище искусств (курс Г. Г. Гилязева).
Место работы: c 1970 года — актёр Салаватского государственного башкирского драматического театра, с 1985 года — актёр Башкирского театр драмы имени М. Гафури, с 1991 года — актёр Стерлитамакского государственного башкирского драматического театра.
Филарит Абдулгазимович был разносторонним актёром, способным перевоплощаться на острохарактерные, комедийные и драматические роли.
На сценах театров Башкортостана им были поставлены спектакли: «Һуңғы осрашыу» («Последняя встреча») по пьесе «Скамейка» А. И. Гельмана, «Ысынлаптамы?» («Правда?») по пьесе «Плюшевая обезьянка в детской кроватке» М. Яблонской, «Буш сәңгелдәк» («Пустая колыбель») И. Х. Юмагулова.

## Роли в спектаклях
- Сайдел — «Дети мои» А.Атнабаев (реж. Р.Баянов, 1970).
- Артыкян — «Вдова» Ф.Асянова (реж. А.Нурмухаметов, 1978).
- Кадим Насырович — «Не разлейся счастье» Ш.Рахматуллинн (реж. А. Нурмухаметов, 1979).
- Убийца — «Всеми забытый» Н.Хикмат (реж. А.Нурмухаметов, 1980).
- Тайфур — «Матери ждут сыновей»
- А.Мирзагитов (реж. А. Нурмухаметов, 1984).
- Креонт — «Антигона» Софокл (реж. А.Нурмухаметов, 1985).

## Награды
- Заслуженный артист Башкирской АССР (1981)
- Народный артист Республики Башкортостан (1995).